# غرفة تجارة وصناعة عجمان
تأسست غرفة تجارة وصناعة عجمان في 1977م بقرار أميري مصدر من سمو الشيخ حميد بن راشد النعيمي عضو المجلس الأعلى، حاكم عجمان. يفيد القرار أنّ الغرفة سوف تسخر كلّ الطّاقات والإمكانيات لخدمة المواطنين.
الهدف الرئيس هو ترقية العمل والعلاقة محلّيًّا ودوليًّا. على أساس ذلك المبدأ، عملت غرفة تجارة وصناعة عجمان منذ تأسيسها، وما زالت تستأنف حركة النموّ في إمارة عجمان خلال عرض سلسلة مرافق مستمرّة، والدّعائم لكلّ رجال الأعمال والمستثمرين في كلّ الحقول. وهناك أهداف ذات مدى أبعد كعرض تشكيلة مختلفة للخدمات الممتازة إلى الشركات الحلية وأيضًا إلى الشّركات الأجنبيّة.
وقد حصلت غرفة تجارة وصناعة عجمان في يونيو 2003 م على شهادة الآيزو 9001 - 2000.

## أهداف الغرفة
1. تنظيم المصالح التجارية والصناعية والزراعية والخدمات المتصلة بها والعمل على ازدهارها.
2. التعاون مع السلطات المختصة في جميع ما يهم التجارة والصناعة والزارعة.
3. توطيد أواصر الألفة بين أعضاء الغرفة وإقامة العلاقات المتبادلة مع الغرف الأخرى.
4. نشر الوعي التجاري والصناعي والزراعي في الإمارة

## وصلات خارجية
- موقع الغرفة على الوب